# 微明新梅花介
微明新梅花介（学名：Neocytheretta weimingella）为新梅花介科新梅花介屬下的一个种。